# Ballyboden
Ballyboden is een plaats in het Ierse graafschap Dublin. De plaats telt 5.193 inwoners.